# バーベル級潜水艦
| バーベル級哨戒潜水艦                                              | バーベル級哨戒潜水艦 |
| ----------------------------------------------------------------- | --- |
| バーベル (SS-580) の進水式（1958年7月19日、ポーツマス海軍造船所） | |
| 艦級概観                                                          | |
| 艦種                                                              | 哨戒型潜水艦 |
| 計画番号                                                          | SCB150（1956年度） |
| 艦名                                                              | 魚名 |
| 同型艦                                                            | 3隻（SS-580～582） 1番艦就役：1959年 |
| 前級                                                              | スケート級原子力潜水艦 |
| 次級                                                              | スキップジャック級原子力潜水艦 |
| 性能諸元                                                          | |
| 排水量                                                            | 水上：2,146トン、水中：2,639トン |
| 全長                                                              | 66.8m |
| 全幅                                                              | 8.8m |
| 吃水                                                              | 8.8m |
| 予備浮力                                                          | 22.3% |
| 機関                                                              | ディーゼル・エレクトリック方式 フェアバンクス＝モース 8-38A6-3/4型ディーゼル×3基/電動機×2基/1軸、5翼スキュードプロペラ、（水上/水中）：3,150HP/4,700HP |
| 電池                                                              | ガピーIA型126個×4群 |
| 最大速力                                                          | （水上/シュノーケル/水中）：15.0kt/12kt/18.5kt |
| 潜航深度                                                          | 213m |
| 航続力                                                            | （水上/水中哨戒速力/水中最高速力） 10ktで14,000nm 3ktで102時間 18.5ktで0.5時間                                                                         |
| 乗員                                                              | 77名（士官8名、先任兵曹9名、下士官兵60名） |
| 探索装置                                                          | ソナー：SQS-4、BQR-2 レーダー：BPS-12、BRD-6、WLR-1 |
| 武装                                                              | Mk101水中射撃指揮装置 533mm水圧式魚雷発射管Mk58×6門 魚雷×22                                                                                            |

バーベル級潜水艦（バーベルきゅうせんすいかん、Barbel class submarine）は、アメリカ海軍の通常動力型潜水艦。

## 概要
実験潜水艦アルバコアの成果を応用した最初の実用艦であり、世界で最初の涙滴型船殻と1軸推進を備えた潜水艦。
本級には、革新的な機軸が多数盛り込まれた。3層の艦内配置、近代的な発令所レイアウト（攻撃センター、プッシュボタン式バラスト管制装置、航空機式舵輪など）のほか、艦内のスペースを大きく確保するため3つの区画（魚雷発射管区画、発令所・居住区画、機関区画）に大きく区分する構造が初めて採用されたが、こうした構造および艦内配置は、以後の全ての米潜水艦で踏襲されている。また、竣工時には潜舵は艦首に装備されていたが、1960から1961年にかけて改装され、セイルに移された。
しかしながら、既に同じ1956年度の計画でスケート級の建造が決定しており、アメリカ海軍にとっての通常動力型潜水艦の必要性は薄れはじめていた。皮肉にも、1番艦が就役した1959年には、以後の全ての戦闘用潜水艦の原子力化の方針が決定されたため、それ以上の発展を見ることなく、アメリカ海軍最後の通常動力型攻撃潜水艦となった。
なお、1959年、アメリカ海軍は本級の設計資料を日本とオランダに譲渡した。それに基づき、海上自衛隊はうずしお型潜水艦を、オランダ海軍はズヴァールトフィス級潜水艦を、それぞれ建造している。

## 同型艦
2番艦ブルーバックは退役後、オレゴン科学産業博物館（en:Oregon Museum of Science and Industry）にて展示艦になっている。
| 艦籍番号 | 艦名（英語版記事）              | 就役            | 退役            |
| -------- | ------------------------------- | --------------- | --------------- |
| SS-580   | バーベル (USS Barbel)           | 1959年 1月17日  | 1989年 12月4日  |
| SS-581   | ブルーバック (USS Blueback)     | 1959年 10月15日 | 1990年 10月30日 |
| SS-582   | ボーンフィッシュ (USS Bonefish) | 1959年 7月9日   | 1988年 9月28日  |

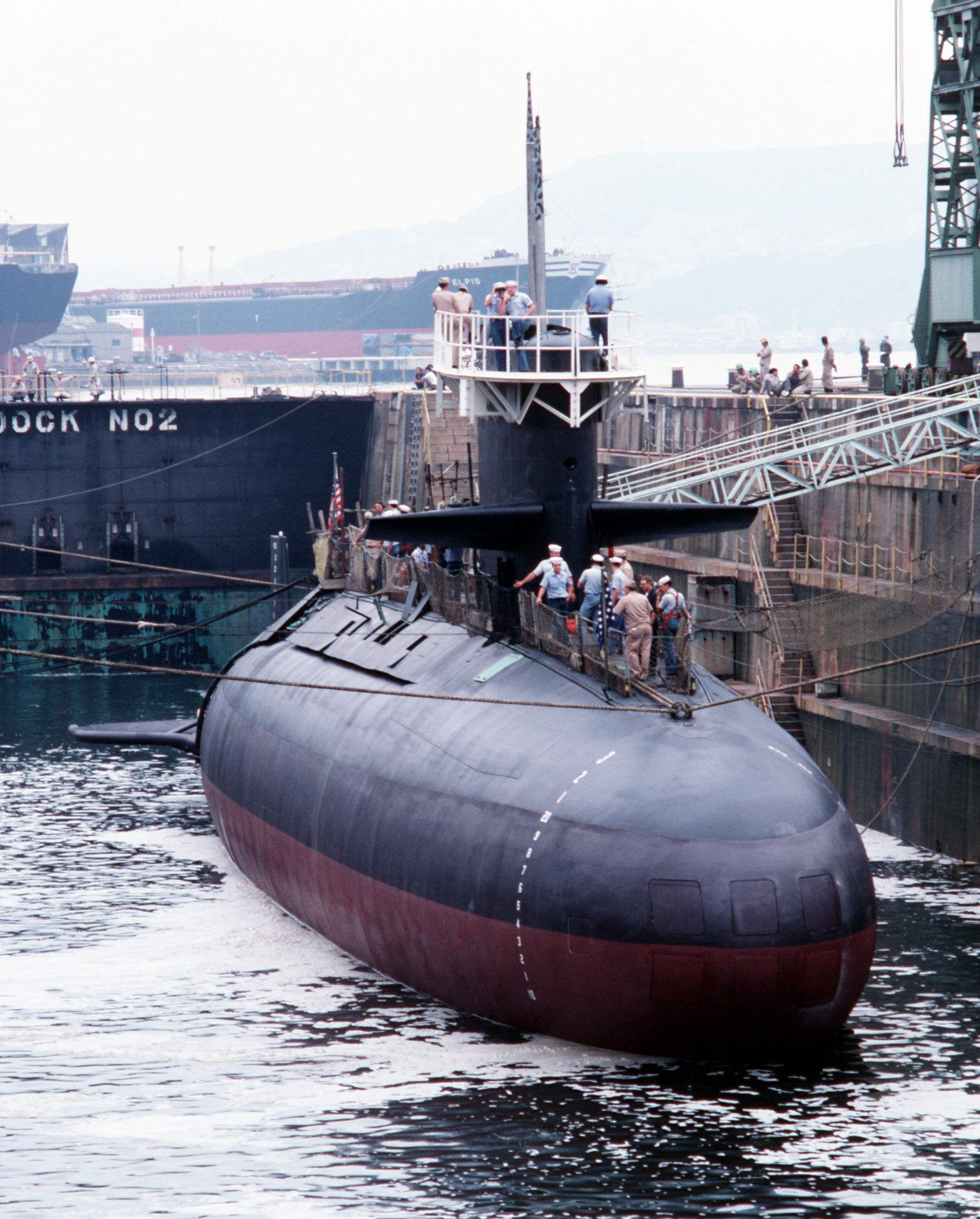
ドック内のSS-580 バーベル
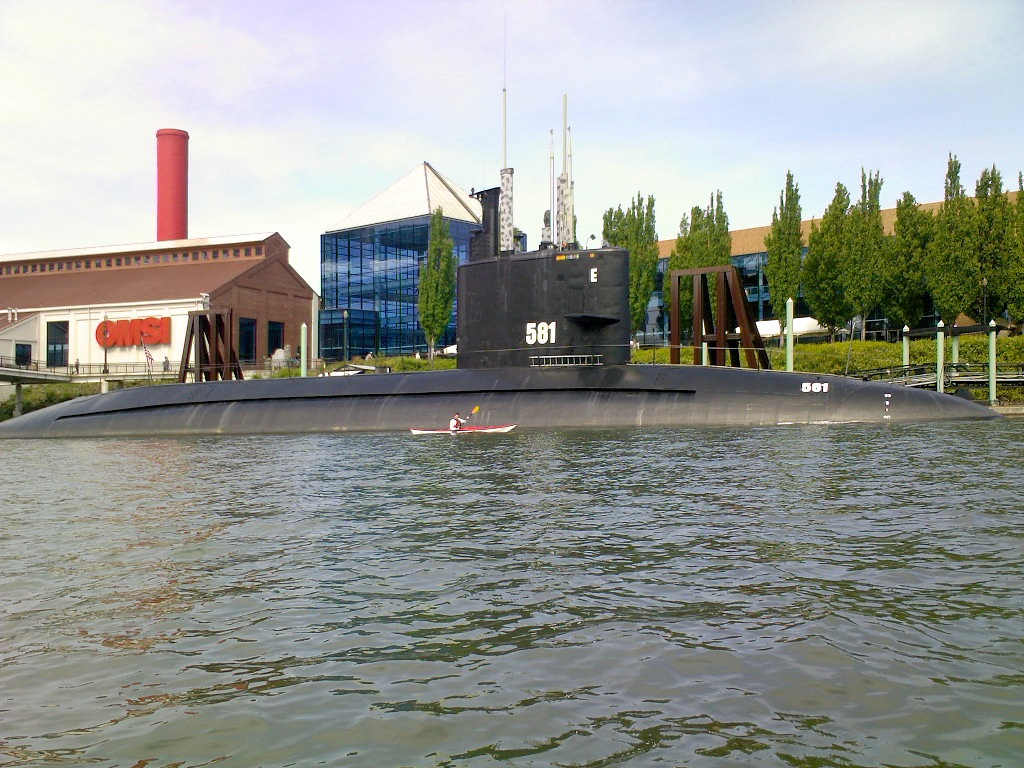
展示艦になっているSS-581 ブルーバック
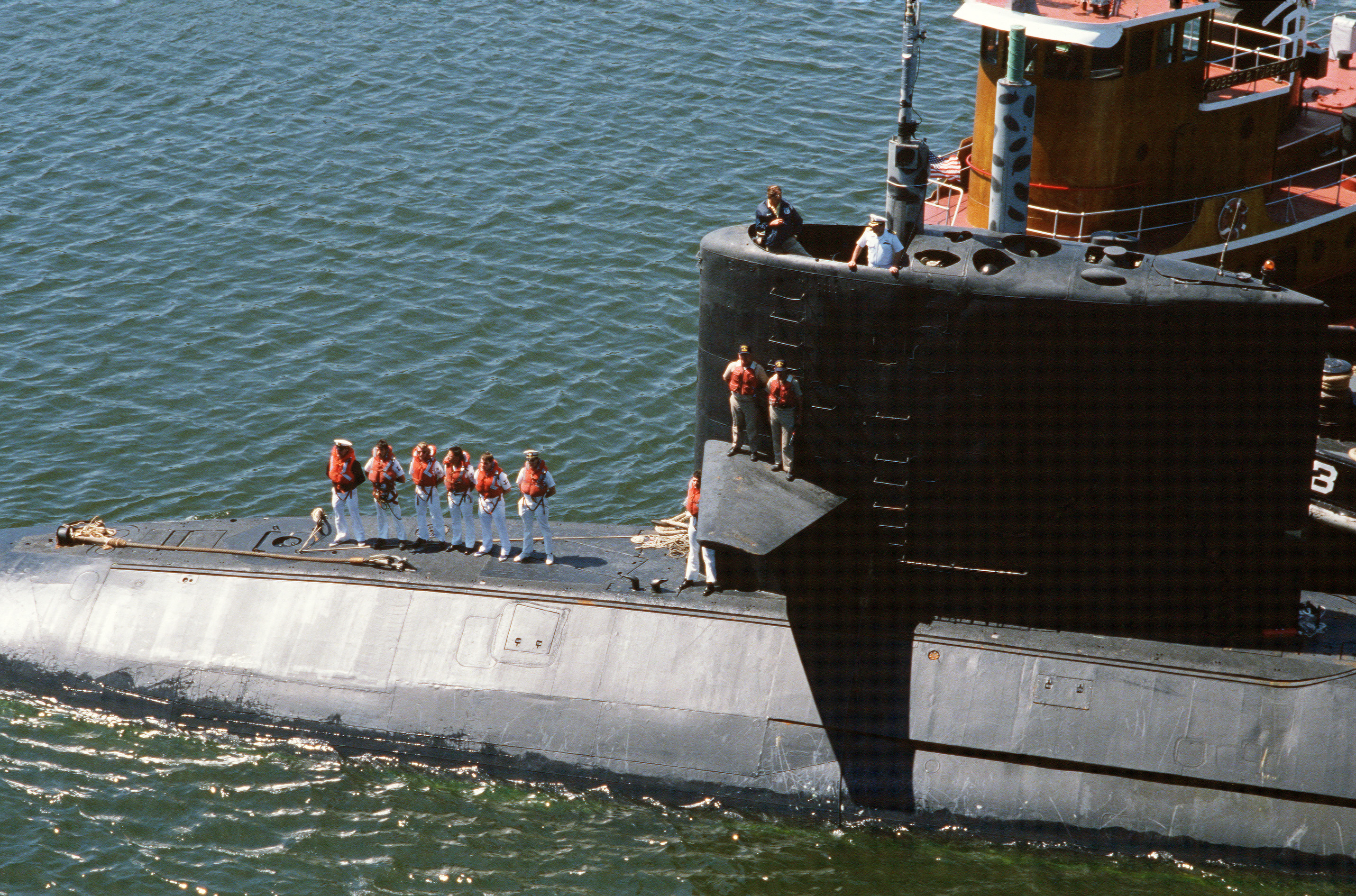
チャールストン海軍基地へ入港作業中のSS-582 ボーンフィッシュ